# 성곡동 (부천시)
성곡동(城谷洞)은 경기도 부천시 오정구 북동부에 위치한 동이다. 동 이름에서 성(城)은 성 터와 관계가 있음을 의미하여, 이곳의 지리적 여건으로 보아서는 임진왜란과 관련되었을 것으로 보이나, 이곳에 성 터가 있었다는 구체적인 정설은 없다.

## 역사
- 조선 말기 부평군 하오정면 원종리, 작동, 여월리에 속하였다.
- 1914년 3월 1일 행정구역 통폐합으로 부천군 오정면에 편입되었다.
- 1973년 7월 1일 부천군이 폐지되면서 김포군 오정면에 편입되었다.
- 1975년 10월 1일 부천시에 편입되어 여월동·작동·원종동 일부를 병합하여 성곡동이 되었다.
- 1988년 1월 1일 구제 실시로 중구에 속하였다.
- 1993년 2월 1일 오정구가 설치되면서 부천시 오정구에 편제되었다.
- 2016년 7월 4일 오정구가 폐지되어 부천시 성곡동이 되었다.
- 2024년 1월 1일 : 구제 실시로 오정구에 속하였다.

작동은 까치울을 한자로 표기한 것인데 까치는 작다는 뜻도 있으므로 작고 아늑한 마을이란 뜻이다.

## 인구

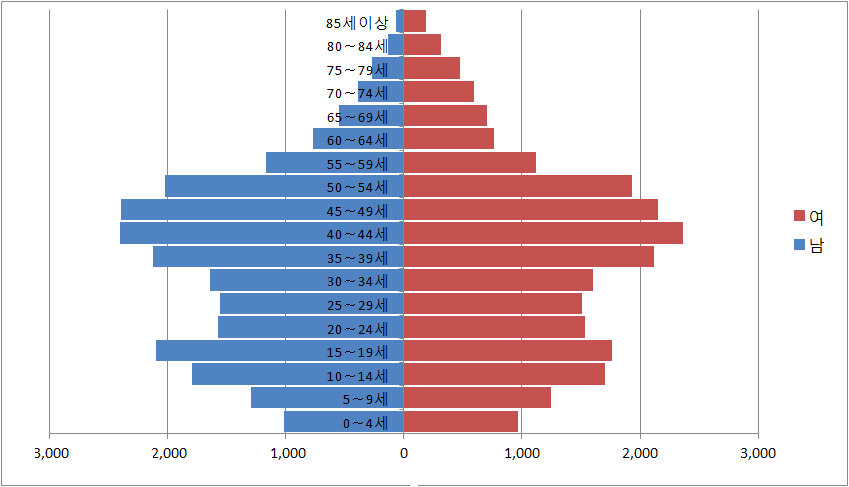
2010년 성곡동 인구구조

2010년 성곡동의 인구는 46,266명이고 이중 남자는 23,232명, 여자는 23,034명으로 남자와 여자의 인구가 엇비슷하여 성비는 100.9이다. 14세 이하의 유소년 인구의 비율은 17.3%로 부천시 평균 15.8%보다 높고 노년 인구 비율은 7.9%이고, 가장 인구가 많은 연령대는 40~44세이다.

## 법정동
- 고강동(古康洞)
- 작동(鵲洞)
- 여월동(如月洞)
- 원종동(遠宗洞) 일부

## 교육
- 까치울초등학교
- 부천여월초등학교
- 성곡초등학교
- 원종초등학교
- 까치울중학교
- 부천여월중학교
- 성곡중학교

## 아파트
| 단지명             | 건설사            | 시행사       | 주소             | 입주        | 비고     |
| ------------------ | ----------------- | ------------ | ---------------- | ----------- | -------- |
| 여월휴먼시아 1단지 | 경남기업          | 대한주택공사 |                  | 2007년 11월 | 국민임대 |
| 여월휴먼시아 2단지 | ㈜신일건업        | 대한주택공사 | 여월로 65        | 2007년 11월 | 국민임대 |
| 여월휴먼시아 3단지 | 진흥기업 풍림산업 | 대한주택공사 | 길주로573번길 37 | 2007년 11월 |          |

- 여월휴먼시아 4단지 - 2010년 6월 / 대방건설, 청솔건설㈜
- 여월휴먼시아 5단지 - 2010년 6월 / 요진건설산업㈜, 태윤건설㈜

## 명소 및 관광지
- 은데미공원
- 여월농업공원
- 부천옹기박물관
- 까치울정수장 부천물박물관
- 베르네천
- 작동산 (지양산)
- 춘의산
- 공장공 변종인 신도비 - 부천시의 향토문화재 제1호
- 선사유적공원